# La sfida
La sfida (en italià el desafiament) és un pel·lícula de coproducció hispano-italiana del 1958 dirigida per Francesco Rosi. Fou protagonitzada per José Suárez en el paper d'un líder mafiós que desafia la supremacia d'un capo local de la Camorra. Va guanyar el premi especial del jurat a la 19a Mostra Internacional de Cinema de Venècia.
La pel·lícula està basada en la història real del cap de la Camorra Pasquale Simonetti, conegut com a Pasquale 'e Nola, i la seva esposa i antiga reina de la bellesa Pupetta Maresca, interpretada per Rosanna Schiaffino.
Fou produïda per les productores italianes Cinecittà i Vides Cinematografica i les espanyoles Lux Film i Suevia Films.

## Repartiment
- José Suárez: Vito Polara
- Rosanna Schiaffino: Assunta
- Nino Vingelli: Gennaro
- Decimo Cristiani: Raffaele
- José Jaspe: Salvatore Ajello
- Tina Castigliano: Mare de Vito
- Pasquale Cennamo: Fernando Ajello
- Elsa Valentino Ascoli: Mare d'Assunta
- Ubaldo Granata: Califano
- Ezio Vergari: Antonio